# Otello il moro di Venezia
Otello il moro di Venezia è un film del 1955 diretto da Sergei Yutkevich, vincitore del premio per la miglior regia al 9º Festival di Cannes.

## Trama
Vittima di un incanto tessuto dal malvagio Iago, Otello uccide la moglie.
In seguito perde la testa per Desdemona, ma presto ammazzerà anche lei non tanto per gelosia, ma perché si sente tradito nella fiducia.
In questo film Otello è un personaggio che ha due volti: da un lato è passionale e gentile, dall'altro distruttivo e caotico.

## Riconoscimenti
- Premio per la miglior regia al Festival di Cannes 1956